# 戢翼翬
戢翼翬（1878年—1908年），字元丞，湖北郧阳府房县人。中国翻译家、语言学家、清朝官员。

## 生平
戢翼翚早年曾随父亲住在武昌，曾就读于自强学堂（武汉大学前身）。1896年旧历三月底，他和唐宝锷、朱光忠、胡宗瀛、呂烈煇、瞿世瑛、 馮訚模、金维新、刘麟、韓壽南、李宗澄、王作哲、趙同頡等共13人，经总理各国事务衙门选拔，派往日本成为首批留日学生。他也是湖北省最早的留学日本学生。到日本后，他们均在亦乐书院跟随嘉纳治五郎学习。1899年毕业后，戢翼翚进入东京专门学校学习。
1901年，曾參與唐才常召開的「國會」之戢翼翬發行《大陸月刊》，宣傳排滿。(摘自郭廷以《近代中國史綱》第十章第三節)。戢翼翚是兴中会会员。他曾被孙文派到湖北，还参加过唐才常的自立军起义，事败后回到日本。
毕业回国后，1905年（光緒三十一年）获游學畢業進士。1905年，他任外务部主事。后因被指控“交通革命党，危害朝廷”而遭革职，押解回籍，于1908年在武昌逝世。

## 学术贡献
在日学习期间，他组织创办了专门翻译日文著作的译书汇编社，任社长，该社有《译书汇编》月刊。
戢翼翚还主持创办过《国民报》， 并在上海与日本女教育家下田歌子创办作新社。他曾与唐宝锷合著《东语正规》。实藤惠秀评价该书“是中国人第一部科学地研究日语的书”，而且该书形式采取洋装，是一部“划时代的作品”。他还主持创办过《大陆》月刊。
戢翼翚是第一位将普希金作品翻译成中文的人。他曾将普希金的《上尉的女儿》从高须治助的日文译本译成中文，译本题作《俄国情史：斯密士玛利传》。

## 著作
- 戢翼翚、唐宝锷，东语正规，作新社，1900年
- [俄]普希金，俄国情史：斯密士玛利传（一名花心蝶梦录），高须治助 译，戢翼翚 重译，文开书店，1903年
- [俄]普希金，俄国情史：斯密士玛利传（一名花心蝶梦录），高须治助 译，戢翼翚 重译，大宣书局，1903年
- [俄]普希金，俄国情史：斯密士玛利传（一名花心蝶梦录），高须治助 译，戢翼翚 重译，小说林社，1903年
- [日]辰已小二郎，万国宪法比较，戢翼翚 译，出洋学生编辑所编，1902年
- [德]那特硁，政治学，李家隆介、山崎哲藏 译，戢翼翚、王慕陶重译，商务印书馆，1902年

## 家庭
- 堂弟：戢翼翹